# Liste chronologique de romanciers et romancières d'Algérie
Cette liste chronologique de romanciers et romancières d'Algérie contemporaine, Algériens ou non, vise à recenser l’ensemble des auteurs (de toute nationalité, se réclamant inclusivement ou exclusivement de l’Algérie et de ses cultures) ayant publié un texte narratif notable (conte, récit, roman, nouvelle, etc.), en toute langue (arabe, berbère, français, etc.), de toute catégorie (fiction, témoignage, policier, biographie, etc.).
Les auteurs, classés par leur seule date de naissance, sont signalés uniquement pour leurs ouvrages narratifs, avec renvoi pour les plus reconnus.

## 1850
- M'hamed Ben Rahal (1858-1928)[1],[2], premier bachelier indigène en Algérie (1874), cadi, La vengeance du cheikh (1891)
- Mustapha Allaoua, Le Faux Talisman (1893)
- Zeid Ben Dieb (1860-?) (Omar Samar)[3],[4], Ali, ô mon frère (1893), Divagations d’âmes, roman de mœurs mondaines et exotiques (1895)
- Auguste Robinet, dit Musette[5] (1862-1930, romancier, Cagayous à la fête (1905), Le Mariage de Cagayous (1905), Cagayous. Le Divorce (1906)
- Si Amar Ou Said Boulifa (1865-1931), poète, linguiste, historien, enseignant, sociologue
- Louis Bertrand (1866-1941), romancier, essayiste, académicien (1925), le Sang des races (1899), Les villes d’or (1920), Jean Perbal (1925)…
- André Gide (1869-1951), Les Nourritures terrestres (1897), L'Immoraliste (1902)
- Robert Randau (1873-1950), administrateur colonial, romancier, essayiste, Les colons (1907), Les Algérianistes (1911), Cassard le Berbère, Sur le pavé d'Alger (1937), Le Professeur Martin, petit bourgeois d'Alger (1938)…
- Rabah Zenati (1877-1952)[6], instituteur, Bou El Nouar, le jeune algérien (1945)[7]

## 1880
- Marguerite Fadhma Aït Mansour Amrouche (1882-1967), Histoire de ma vie (1967)
- Charles Hagel (1882-1938), employé des postes, poète, romancier, Poèmes (1910), Sic transit (1929), Broumitche et le Kabyle...
- Charles Courtin (1884-1962), administrateur civil, poète, romancier, La brousse qui mangea l'homme. Images de la vie algérienne (1929, Grand prix littéraire de l’Algérie), Au pays de la paresse (1933), Café maure (1939)…
- Louis Lecoq (1885-1932), rédacteur de préfecture, journaliste, critique littéraire, romancier, fondateur de La Revue méditerranéenne, Broumitch et le Kabyle (1920), Sid Ghorab Surcorbeau (1923), Pascualette l'Algérien (1934), Tout liquide suit la pente…
- Jean Pomier (1886-1977), journaliste, poète, critique littéraire, Poèmes pour Alger (1936), Chroniques d'Alger (1910-1957) ou le Temps des algérianistes (1972)…
- Paul Achard (1887-1962), journaliste, dramaturge, scénariste, Nous les chiens (1930), L'homme de mer (1931), Salaouetches (1939)…

## 1890
- René Janon (1890 ?- 1960 ?)[8], Hommes de peine et filles de joie (1936), Sultans, glaoui and C° (1953)…
- Laurent Ropa (1891-1967)[9],[10], d’origine maltaise, peintre, poète, enseignant, journaliste, romancier, Le Chant de la noria (1932), Kâline (1936), Notre-Dame-de-la-Vie (1945), Le Jardin de l'Allélik (1950), La Prière à Hippone (1953), Bou-Ras (1960)…
- Abdelkader Hadj Hamou (1891-1953) (El Arabi ou Abdelkader Fikri)[11], professeur, interprète, Zohra la femme du mineur (1926), Les compagnons du jardin (1930, avec Roger Randau)
- Chukri Khodja (1891-1967)[12], Mamoun, l'ébauche d'un idéal (publié en 1928)
- Armand Assus (1892-1977)
- Lucienne Favre (1894-1958)[13],[14], salonnière, dramaturge, romancière, Bab-el-Oued (1926), Dans la Casbah (1937), Le Bain juif (1939), Mille et un jours, les aventures de la belle Doudjda (1941), Orientale 1930 …
- Henry de Montherlant (1895-1972), La Rose de sable (1930/1968)
- Jean Grenier (1898-1971), Les Îles (1933)

## 1900
- Gabriel Audisio (1900-1978)
- Mohamed Hamouda Bensai (1902-1998)
- Aly El Hammamy (1902-1949)[15], Idris (1948)
- Jean Amrouche (El Mouhoub, 1906-1962), poète, diariste
- Jules Roy (1907-2000), Danse du ventre au-dessus des canons, Les Chevaux du soleil (1967), Mémoires barbares (1993)
- Moufdi Zakaria (1908-1977), poète, auteur de l'hymne national Kassaman

## 1910
- Ahmed Reda Houhou (1910-1956), Maa himar Tewfiq El Hakim (Avec l'âne de Tewfiq El Hakim), Ghadat oum el qora (La Belle de la Mecque), Sahibat el ouahy (La Femme inspirée), Nmadhidj bacharia (Spécimens humains)
- Jean Brune (1912-1973), journaliste, dramaturge, essayiste, romancier...
- Albert Camus (1913-1960)
- Marie-Louise Taos Amrouche (1913-1976), chanteuse, cantatrice, Jacinthe noire (1947), Rue des tambourins (1960), Le Grain magique (1966)
- Mouloud Feraoun (1913-1962), Le Fils du pauvre (1950), La Terre et le sang (1953), Les Chemins qui montent (1957), L’Anniversaire (2005)
- René-Jean Clot (1913-1997), Fantômes au soleil (1949), Empreintes dans le ciel (1950)
- Sauveur Galliéro (1914-1963)
- Claude de Fréminville (1914-1966)
- Emmanuel Roblès (1914-1997), L’action (1938), Les hauteurs de la ville (1948), Montserrat (1948), Cela s’appelle l’aurore (1952), Saison violente (1974), et les revues Forge et Méditerranée
- Edmond Charlot (1915-2004), éditeur, libraire Les vraies richesses
- Malek Ouary (1916-2001), journaliste, Le Grain dans la meule (1956), La Montagne aux chacals (1981), La Robe de Kabylie (2000)
- Mouloud Mammeri (1917-1989), anthropologue, linguiste, La Colline oubliée (1952), Le Sommeil du juste (1955), L'Opium et le bâton (1965), La traversée (1982)

## 1920
- Boukhalfa Bitam (1920-2013), enseignant, Prise de Taddart Oufella (1980), Rue de la liberté (1984), Les Justes (1986), Fadhma n’Sumeur (2000), Meryem (2002), Youyous dans les lauriers roses (2004), Le Revenant (2003)
- Mohammed Dib (1920-2003), La Grande Maison (1952)...
- Réda Falaki (Ahmed Hadj Hamou, 1920-1993)[16], Le Milieu et la marge (1970), La Balade du Berbère (1990)
- Jean Pélégri (1920-2003), acteur, poète, écrivain, Les oliviers de la justice (1959), Le maboul (1963), La Mémoire brûlée (1994), Madame Arnoul (1995)
- Chabane Ouahioune (1922-2016), avocat, journaliste, écrivain, La maison au bout des champs (1979), Ce mal des siècles, Tiferzizwith ou le parfum de la mélisse, Les conquérants au Parc Rouge
- Roger Curel (1923-2006)[17], Les naufragés du Roussillon (1958), La gloire des Muller (1960)
- Marcel Moussy (1924-1995), Le sang chaud (1952), Arcole ou la terre promise (1953), Les mauvais sentiments (1955)
- Abdelhamid Benhedouga (1925-1996), dramaturge, poète, Dhilaloun Djazaïria (Ombres algériennes, 1960), Al Ashiaa As-Sabâa (Les Sept rayons, 1962), Rih al Djanoub (Le Vent du Sud, 1971), Al Kateb wa Qissas Okhra (L’Écrivain et autres nouvelles, 1974), Nihayatou al Ams (La fin d’hier, 1974), Djazya et les derviches (2002)
- Ahmed Akkache (1926-)[18], L’Évasion (1973, témoignage)
- Djamila Debèche (1926-2010), Leïla, jeune fille d'Algérie (1947), Aziza (1955)
- Jean Sénac (1926-1973), poète, Ébauche du père (1989)
- Malek Haddad (1927-1978), poète, La dernière impression (1958), Le Quai aux fleurs ne répond plus (1961),
- Belgacem Aït Ouyahia (1928-)[19], professeur en médecine, Pierres et Lumières (1999), Quand les voiles se lèvent (2011)
- Myriam Ben (1928-2001), dramaturge, poétesse, artiste-peintre, L’Enfant à la flûte (1974), Sabrina, ils ont volé ta vie (1986), Quand les cartes sont truquées (1989)
- Rolland Doukhan (1928-)[20], Berechit (1991), Juste un instant d’automne (1994)
- Daniel Timsit (1928-2002), médecin, Suite baroque. Histoires de Joseph, Slimane et des nuages (1999)
- André Akoun (1929-2010), sociologue, philosophe, Né à Oran : autobiographie en troisième personne (2004)
- Kateb Yacine (1929-1989), poète, dramaturge, essayiste, romancier, Nedjma (1956)

## 1930
- Jamel Eddine Bencheikh (1930-2005), traducteur, professeur, universitaire, Rose noire sans parfum (1998)
- Rabia Abdessemed (1930-)[21], enseignante, nouvelliste, La Voyante du Hodna (1993)[22], Mémoires de femmes (1998), Wellâda, princesse andalouse (2005)
- Andrée Montero (1931-2016?)[23], Rio Salado (1981)
- Anna Berbéra (1932-), Les raisins rouges d'Algérie (2000)
- Kaddour M'Hamsadji (1933-), essayiste, dramaturge, poète, Le Silence des cendres (1959), Fleurs de novembre (1969), La Fillette, le cheval et le colon (1984), Le Petit café de mon père, récits au passé (2011), La Quatrième épouse (2016)
- Mohammed Harbi (1933-), Une vie debout (2001)
- Ali Boumahdi (1934-1994)[24], enseignant, directeur de collège, Le Village des asphodèles (1970), L’Homme cigogne du Titteri (1987)
- Fanny Colonna (1934-), sociologue, anthropologue, Le Meunier, les moines et le bandit (2010)
- Noël Favrelière (1934-2017), Le Désert à l'aube (1960), Le Déserteur (2014)
- Abdelkader Alloula (1935-1994)[25], Le Ciel est serein (1989)
- Albert Bensoussan (1935-)[26], professeur, Les Bagnoulis (1965), Frimaldjezar (1976), Dejebel-Amour ou l’arche naufragère  (1992), Pour une poignée de dattes (2001), Dans la véranda (2007)
- Mustapha Haciane (1935-), dramaturge, Quand meurent les cigales (1982), Ô Besançon, Une jeunesse 70 (2009), Une éducation algéroise (2011), La Furie des grandeurs (2015), Les Larmes de l’olivier (2018)
- Fadéla M'Rabet (1935-), biologiste, animatrice télévisuelle, essayiste, Une enfance singulière (2003), La Salle d’attente (2013), Une Poussière d’étoiles (2014)
- Alice Cherki (1936-) psychiatre, psychanalyste, Frantz Fanon : portrait (2000), Mémoires anachroniques, Lettre à moi-même et à quelques autres (2016)
- Assia Djebar (1936-2015), La soif (1957), Nulle part dans la maison de mon père (2007)
- Tahar Ouettar (1936-2010), L’As (1974), Le Séisme (1974), Ars B’ghal (Noces de mulet, 1978), Le Pêcheur et le palais (1980)
- Z'hour Ounissi (1936-), enseignante, Le Trottoir endormi (1967), L’Autre rive (1974), Journal intime d’une institutrice libre (1979), Ombres portées (1985), Loundja wa elghoul (1994), D’aveux et de nostalgie (2011)
- Malek Alloula (1937-2015), poète, Le Cri de Tarzan, la nuit, dans un village oranais (2008), Paysages d’un retour (2010)
- Hélène Cixous (1937-), universitaire, dramaturge, Dedans (1969), Les Rêveries de la femme sauvage (2000)…
- Mourad Bourboune (1938-), acteur, poète, romancier, scénariste, Le Mont des genêts (1962), Le Muezzin (1968)
- Abderrahmane Zakad (1938-2016)[27], Trabendo (2002, Une femme dans les affaires), Le Vent dans le musée (2006), Une enfance dans le Mzab (2008), Le Terroriste (2010)
- Daniel Prévost (1939-), comédien, humoriste, Le Pont de la révolte (1995), Le Passé sous silence (1998)
- Louis Gardel (1939-), L'Été fracassé (1973), Fort Saganne (1980), La Baie d'Alger (2007)
- Hacène Farouk Zehar[28] (1939-2002), Peloton de tête (1969), Miroir d’un fou (1979)
- Anissa Agnès El-Mansali (Anissa Boumedienne) (1939-), avocate, islamologue, poétesse, La Fin d’un monde (1991)

## 1940
- Nabile Farès (1940-2016), Yahia, pas de chance (1970), Le Passager de l’Occident (1971), Le Champ des oliviers (1972), La Mort de Salah Baye ou la vie obscure d’un Maghrébin (1980), L’État perdu (1982), Il était une fois l’Algérie (2010)
- Rachid Boudjedra (1941-), poète et romancier, La Répudiation (1969), Topographie idéale pour une agression caractérisée (1975)
- Leïla Sebbar (1941-), enseignante, essayiste, Fatima ou les Algériennes au square (1981), Shérazade, 17 ans, brune, frisée, les yeux verts (1982), La Jeune Fille au balcon (1996)…
- Wassyla Tamzali (1941-), avocate, Une éducation algérienne (2007)
- Mohammed Attaf (1942-)[29], commissaire aux comptes, L’Arbre de la chance (2007), Chant d’angoisse et de colère (2013)
- Aïcha Lemsine (1942-), chroniqueuse, essayiste, romancière, La Chrysalide (1976), Ciel de porphyre (1978)
- Slimane Benaïssa (1943-), comédien, dramaturge, Les Fils de l’amertume (1996), Le Silence de la falaise (2001), La dernière nuit d’un damné (2003), Les Colères du silence (2005)
- Ali Ghalem (1943-), scénariste, réalisateur, Une femme pour mon fils, Imra'a l'ibnī (1979), Le Serpent à sept têtes (1984)
- Éric Sarner (1943-), Un Voyage en Algéries (2012)
- Mouloud Achour (1944-2020), professeur, journaliste, éditeur, francophone, La Survivante et autres nouvelles (1971), Héliotropes (1973), Les Dernières Vendanges (1975), Jours de tourments (1983), À perte de mots (1996), Le Retour au silence (2011)
- Mohammed Souheil Dib (1944-), écrivain, poète, romancier et essayiste. professeur de  philosophie  et de littérature française . Ses romans incluent "Les amants de Djbel Amour" (1984), "La Crue" (1987), "La Quête et l'offrande" (2002), "Voix de passage" (2002) et "Le Retour" (1989).
- Merzak Allouache (1944-), cinéaste, Bab-el-Oued (1995)
- Boudwaya Belhya (1944-)[30], traducteur, Le Saphir, Zéro heure
- Djilali Bencheikh (1944-)[31], Mon Frère ennemi (1999)[32], Voyage au bord de l’enfance (2000), Tes yeux bleus occupent mon esprit (2007), Beyrouth Canicule (2010), Nina sur ma route (2015)
- Réda Bensmaia (1944-), enseignant, Alger ou la maladie de la mémoire (1998)
- Saïd Ferdi (1944-), Un Enfant dans la guerre (1981)[33]
- Aïcha Kassoul (1944-), universitaire, diplomate, Chroniques de l’impure, roman cathartique sur le détournement de l’Airbus Alger-Paris en décembre 1994 (1996), Le Pied de Hanane, récit cathartique romancé d’une femme algérienne dans la tourmente des attentats « kamikazes » (2009)
- Noureddine Saadi (1944-2017), La Nuit des origines (2005), Boulevard de l’abîme (2017)
- Hocine Touabti (1944-), L’Amour quand même (1981), Dans la Ville aux volets verts[34]
- Leïla Aslaoui (-Hemmadi) (1945-), magistrate, essayiste, Dérives de justice (1990), Survivre pour l’espoir (1994), Les Jumeaux de la nuit (2002), Ce ne sont que des hommes (2003), Coupables (2006)
- Merzac Bagtache (1945-), journaliste, Calamus (1997), Tuyur fi edhahira (Oiseaux en plein midi), Al-Bouzât (Les Faucons), Azzous El-kabrane (Azzouz le caporal), Dem El-Ghazal (Le sang de la gazelle, 2001), Yahduth ma la yahduth, Raqsa fi ettalq (Danse en plein air), Jarad el Bahr (La Langouste), El Muwmis wa el bahr (La prostituée et la mer)
- Azzédine Bounemeur (1945-), Les Bandits de l’Atlas (1982, Premier prix du roman d’Alger), Les Lions de la nuit (1985), L’Atlas en feu (1987), Cette guerre qui ne dit pas son nom (1993), La Pacification (1999)
- Youcef Dris (1945-), journaliste, Les Amants de Padovani (2004)
- Rachid Mimouni (1945-1995), Le printemps n'en sera que plus beau (1986)
- Aïssa Touati (1945 ?), La Temesguida. Une enfance dans la guerre d’Algérie (sd ?)
- Saïd Amadis (1946-), comédien, acteur, La Loi des incroyants (1995)
- Rabah Belamri (1946-1995), poète, Le Soleil sous le tamis (1982), Regard blessé (1987, Prix France Culture), Femmes sans visage (1992, Prix Kateb Yacine), Mémoire en archipel (1990)
- Salah Guemriche (1946-), journaliste, essayiste, Un été sans juillet (2004), L'Ami algérien (2003, avec Gérard Tobelem)
- Habib Ayyoub (Abdelaziz Benmahdjoub) (1947-), journaliste, Le Gardien (2001), C’était la guerre (2002), Le Palestinien (2003), Vie et mort d’un citoyen provisoire (2005), L’Homme qui n’existait pas (2009), Le Remonteur d’horloge (2013)
- Djamel Eddine Mardaci (1947-), journaliste, scénariste, L’Impasse du Maltais (2012)[35]
- Habib Tengour (1947-), sociologue, poète, Gens de Mosta (1997), Le Maître de l’heure (2008)
- Gil Ben Aych (1948-)[36], négociant, enseignant, L’Essuie-main des pieds (1981), La Découverte de l’amour et du passé simple (2002), Le Livre d’Étoile (2011), Le Voyage de Mémé (2011), Soixante-huit (2009), Le Chant des Êtres (1988)
- Najia Abeer (Benzeggouta, 1948-2005)[37], Constantine et les moineaux de la murette (2003), L’Albatros (2004)[38], Bab El Kantara (2005)
- Abdelkader Djemaï (1948-), Camus à Oran (1995), Un été de cendres (sd), Sable rouge (1996), Gare du Nord (2003), La dernière nuit de l’émir (2012), La Vie (presque) vraie de l’abbé Lambert (2016)
- Mohamed Magani (1948-)[39],[40], La Faille du ciel (1983), Esthétique du boucher (1990), Une Guerre se meurt (2004), Scènes de pêche en Algérie (2006), La Fenêtre rouge (2009), Rue des perplexes (2014), Quand passent les âmes errantes (2015)
- Ali Magoudi (1948-), psychanalyste, Le Monde d’Ali : Comment faire une psychanalyse quand on est polonais, chirurgien, arabe, élevé dans le Sentier (2004), Un Sujet français
- Fatima Bakhaï (1949-)[41], avocate, magistrate, La Scalera (1993), Un oued, pour la mémoire (1995), Dounia (1996), Oran après la mer (2011), Izuran au pays des hommes libres (2001), Les Enfants d’Ayye (2010), Au pas de la Sublime Porte (2010), La femme du caïd (2010), La Ville de Marseille (2012)
- Hawa Djabali (1949-), dramaturge, Noirs jasmins (2013)
- Yamina Mechakra (1949-2013), psychiatre, La Grotte éclatée (1979), Arris (2001)
- Arezki Mellal (1949-), graphiste, typographe, dramaturge, Maintenant ils peuvent venir (2002)[42]
- Malika Mokeddem (1949-), néphrologue, Le Siècle des sauterelles (1992), L’Interdite (1993), Les Hommes qui marchent (1997), La Nuit de la lézarde (1998), N’Zid (2001), La Transe des insoumis (2003)…
- Jean-Noël Pancrazi (1949-), La  Mémoire brûlée (1979), Long séjour (1998), Renée Camps (2001), La Montagne (2012), Je voudrais leur dire mon amour (2018)
- Boualem Sansal (1949-), essayiste, Le Serment des barbares (1999, prix du premier roman, prix Tropiques), Dis-moi le paradis (2003), Le Village de l'Allemand ou Le Journal des frères Schiller (2008, trois prix)...
- Djamila Zenir (Ǧamīlaẗ Zanīr , 1949-)[43]
- Ahmed Zitouni (1949-), enseignant, Attilah Fakir, dans les derniers jours d’un apostrophé (1987), Éloge de la belle-mère  (1990), Manosque aller-retour (1998)
- François Lopez (1949-)[44], pédagogue. Né à Sidi-Bel-Abbès. Hé! Au fond de l'eau, ça bouge! (2023), Les eaux noires les engloutirent! (2024)

## 1950
- Latifa Ben Mansour (1950-), Chant du lys et du basilic (1997), La Prière de la peur (1997)
- Maïssa Bey (Samia Benameur, 1950-), professeure, Au commencement était la mer (1996), Bleu blanc vert (2006), Sous le jasmin la nuit (2004), Hizya (2015)
- Mohamed Fellag (1950-), acteur, humoriste, Comment réussir un bon petit couscous (2003), L’Allumeur de rêves berbères (2007)
- Houaria Kadra-Hadjadji (1950-2019), universitaire, Oumelkheir (1989)
- Djamel Mati (1950), Le Bug de l’an 2000 ou la première problématique du troisième millénaire (1999), Sibifaki.com ou les élucubrations d’un esprit tourmenté (2003), Yoko et les gens du Barzakh (2016)
- Benjamin Stora (1950-), historien, Les Clés retrouvées (2015)...
- Zoulika Boukortt (1950 ?-)[45],[46], Le Corps en pièces (1977, Montpellier, Coprah)
- Mélina Gazsi (Farida Lalaoui, 1950 ? -), journaliste, L’Armoire aux secrets (1999)[47]
- Benamar Médiène (1950 ?)[48], professeur d’histoire de l’art, Porteurs d’orage (2003), Issiakhem (2006), Kateb Yacine le cœur entre les dents (2006)
- Mustapha Nettour (1950-2011), journaliste, poète, nouvelliste, romancier
- Mohamed Balhi (1951-), sociologue, La mort de l’entomologiste (2007)
- Hamid Tibouchi (1951-), peintre, illustrateur, poète
- Aziz Chouaki (1951-2019), dramaturge, Baya (1988), L'Étoile d'Alger  (1999), Aigle (2000), Arobase (2004)
- Hamid Skif (Mohamed Benmebkhout, 1951-2011), poète, journaliste, Géographie du danger (2006)
- Yahia Belaskri (1952-), journaliste, Le Bus dans la ville (2008), Si tu cherches la pluie, elle vient d’en haut (2010), Une longue nuit d’absence (2012), Les Fils du jour (2014, Prix Beur FM Méditerranée), Le Livre d’Amray (2018)
- Kebir Mustapha Ammi (1952-)[49], Le Ciel sans détours (2007), Mardochée (2011), Un génial imposteur (2014)
- Karima Berger (1952-)[50], essayiste, L’Enfant des deux mondes (1998), Les Attentives (2014), Mektouba (2016)
- Mehdi Charef (1952-), ouvrier, cinéaste, dramaturge, Le Thé au harem d’Archi Ahmed (1983), Le Harki de Meryem (1989)
- Ahmed Kalouaz (1952-), polygraphe, poète, dramaturge, Avec tes mains (2009)
- Djilali Khellas (1952-)[51],[52], chroniqueur, L’Automne de l’homme de la ville (1985), Les Pigeons du crépuscule (1986), Passion dans les zones interdites (1998), Roses des temps farouches (1998), Une mer sans mouettes (1998), Zaman El Ghirbane (Le temps des corbeaux), Leilat El Katala (La nuit des assassins), Horath El Bahr (Les laboureurs de la mer), Harakat El Khobza (Le mouvement du pain, 2018)
- Arezki Metref (1952-), poète, journaliste, poète, dramaturge, La Traversée du somnambule (2015), Le jour où Mme Carmel sortit son revolver (2015)
- Kaddour Riad (1952-), producteur de radio, Putain d’indépendance ! (2012)
- Sadek Aïssat (1953-2005)[53], L’Année des chiens (1996), La Cité du précipice (1998), Je fais comme fait dans la mer un nageur (2002)
- Mathieu Belezi (1953-), romancier, C’était notre terre (2008), Les Vieux Fous (2011), Un faux pas dans la vie d’Emma Picard (2015), Attaquer la terre et le soleil (2022)
- Malek Chebel (1953-), anthropologue, Malek, une histoire vraie (2008, avec Janine Boissard), Dictionnaire amoureux des Mille et Une nuits (2010)…
- Malika Allel (1953-), journaliste, Ils ont peur de l’amour, mes sœurs (2001), Demeurer dans la beauté des choses (2005), La Fugue inachevée (2003)
- Amar Bellahcène (1953-1993), professeur de sociologie, Journal de la douleur, La Mer
- Reda Bekhechi (1953-), thérapeute, Les Heures de braise (2007)
- Ghania Hammadou (1953-), Paris plus loin que la France (2001)
- Nacer Kettane (1953-), médecin, entrepreneur, Le Sourire de Brahim (1983),
- Ahlam Mosteghanemi (1953-), Dhakirat Al Jassad (Mémoires de la chair, 1985), Fawda el Hawas (Le Chaos des sens, 1998, Prix Naguib Mahfouz), Nessyan.com (L’Art d’oublier, 2009), Le Noir te va si bien (2012)
- Hamid Nacer-Khodja (1953-2016), universitaire, poète, Jumeau, ou un bonheur pauvre (2012)
- Rachid Oulebsir (1953-)[54], chercheur en culture populaire, Le Rêve des momies (2011), Le Pèlerinage du chacal (2012), Un Automne kabyle (2014)
- Slimane Zeghidour (1953-), journaliste, éditorialiste, Sors, la route t’attend (Mon Village en Kabylie 1954-1962, 2017)
- Abdelkader Benarab (1954-), universitaire, La Bataille de Sétif (2011)
- Tahar Djaout (1954-2013), Les Chercheurs d'os (1984), L'Invention du désert (1987), Les Vigiles (1991), Le Dernier été de la raison (1999)
- Rabia Djelti (1954-), poétesse, Adhourwa (L’Extase), Nadi Assanawbar (Club des Pins), Archoune Mouachchak (Baldaquin éblouissant), Hanine Bi Annaenae (Nostalgie à la menthe, 2015), Autobiographie d’une fascination (2017)
- Hamid Grine (1954-), Lakhdar Belloumi, un footballeur algérien (1986, La Dernière prière (2006), La Nuit du Henné (2007), Le Café de Gide (2008), Il ne fera pas long feu (2009), Un Parfum d’absinthe (2010)
- Waciny Laredj (1954-), universitaire, critique, Fleurs d’amandier (1983), Le Ravin de la femme sauvage (1997), Kitabu al Amir (Le Livre de l'émir, 2005), Al bayt al andaloussi (La Maison andalouse, 2010), Les Doigts de Lolita (2012)
- Akli Tadjer (1954-), scénariste, Les A.N.I. du « Tassili » (1984, Prix Georges Brassens 1985), Le Porteur de cartable (2002), Alphonse (2005), Bel-Avenir (2006)
- Soumya Ammar Khodja (Naïla Imaksen, 1955-), enseignante, universitaire, La Troisième Fête d’Ismaël (1994), Rien ne me manque (2003)
- Mourad Brahimi (1955-), Rien qu’une empreinte digitale (2009)
- Mohamed Kacimi el Hassani (Muḥammad Qāsimī , 1955-), dramaturge, essayiste, Le Mouchoir(1987), Le Jour dernier (1995), L’Orient après l’amour (2008)…
- Yasmina Khadra (1955-), Ce que le jour doit à la nuit (2008, Meilleur roman de l’année Lire 2008)…
- Marie-Claude Akiba Egry (1955 ? -), L’enfant qui se taisait, Éditions Gallimard, 2021, 202 pages  (ISBN 978-2-07-294532-8)
- Anouar Benmalek (1956-), poète, Rakesh, Vishnou et les autres (1985), L’Enfant du peuple ancien (2000), Le rapt (2009), Tu ne mourras plus demain (2011), Fils du Shéol (2015)
- Yamilé Ghebalou-Haraoui (1956-), universitaire, Grenade (2008), Liban (2009, Prix Tahar Djaout 2011)
- Amin Zaoui (1956-), universitaire, chroniqueur, La Chambre de la vierge impure (2009), Le Miel de la sieste (2014)
- Amèle El Mahdi (1956), enseignante
- Azouz Begag (1957-), sociologue, Le Gone du Chaâba (1986), Le Marteau pique-cœur (2004), Salam Ouessant (2012), Mémoires au soleil (2018)
- Ouramdane Krim (1958-2018), Les Incompris (2004)
- Farida Belghoul (1958-) Georgette (1986)
- Saïd Boutajdine (1958-), critique littéraire, traducteur, nouvelliste, romancier
- Tassadit Imache (1958-)[55], Une Fille sans histoire (1989)[56], Le Dromadaire de Bonaparte (Actes Sud, 1995), Je veux rentrer (Actes Sud, 1998), Presque un frère (Actes Sud, 2000), Des Nouvelles de Kora (2009)
- Tahar Lamri (1958-), écrit en italien, I sessanta nomi dell'amore (2006, Les soixante noms de l’amour)
- Mohamed Sari (1958-)[57], sémioticien, Sur les montagnes de Dahra (1983), La Fournaise (1986),La Carte magique (1997), Le Labyrinthe (2000), La Tumeur (2002), Les grandes Pluies (2007), Les Citadelles érodées (2013)
- Bachir Kerroumi (1959-)[58], économiste, chercheur, Le Voile rouge (2009)

## 1960
- Abdel Hafed Benotman (1960-2015), acteur, dramaturge, Les Forcenés (1993), Éboueur sans échafaud (2003), Les Poteaux de torture (2006), Marche de nuit sans lune (2008)
- Leïla Marouane (Zineb Mechentel, 1960-), Le Châtiment des hypocrites (2001), La Vie sexuelle d’un islamiste à Paris (2007), La Jeune Fille et la Mère (2005)
- Malika Wagner (1960-), Terminus Nord (1992), En attendant Isabelle (1998), Le Château d’eau (2001), Landing (2010), Effacer sa trace (2016)
- Hajar Bali (Djalila Kadi-Hanifi, 1961-)[59],[60], poétesse, dramaturge, romancière Trop tard (2014),
- Nadia Galy (1961-)[61], architecte, experte judiciaire, Alger, lavoir galant (2007), Le Cimetière de Saint-Eugène (2010), La Belle de l’Étoile (2014)
- Mouloud Akkouche (1962-),Avis déchéance (1998), Cayenne, mon tombeau (2002)
- Magyd Cherfi (1962-), parolier, chanteur, Livret de famille (2004), La Trempe (2007), Ma Part de Gaulois (2016)
- Zahia Rahmani (1962-), historienne de l’art, Moze (2003), France, récit d’une enfance (2006)
- Nadia Berquet (1963-), La sale odeur du bonheur (2003), La Guerre des fleurs (2005), Cité des fleurs (2009)
- Slimane Aït Sidhoum (1964-)[62],[63], enseignant, Les Trois Doigts de la main (2003), La Faille (2005), Les Révoltes feutrées (2008)
- Abdelwahab Benmansour (1964-), Fi dyafate iblis (1994), Koudate el Charaf (2001), Fussous Ettib (Les Voies de l’errance, 2006)
- Lakhdar Belaïd (1964-), journaliste, Sérail killers (2000), Tafkir sentinelle (2002), Fantômes de Roubaix (2011)
- Chawki Amari (1964-), De bonnes nouvelles d’Algérie (1998), Après-demain (2006), Faiseur de trous (2007), L’Âne mort (2014)
- Samira Sedira (1964-), comédienne, L’Odeur des planches (2013), Majda en août' (2016)
- Ahmed Tiab (1965-)[64], Le Français de Roseville (2015), Le Désert ou la mort (2016), Pour donner la mort, tapez 1 '2018), Mortelles fratries (2017, Gymnopédie pour une disparue), Adieu Oran (2019), Vingt stations (2021), Entendez-vous dans les campagnes (2022)
- Fadéla Hebbadj (1966-), L’Arbre d’ébène (2008), Les Ensorcelés (2010)
- Brahim Tazaghart (1966-), poète, éditeur, Wid yurgan tafsut (Ceux qui rêvent du printemps, sd), Ldjerrat (Les Traces, 2003), Salas d Nuja (2004)
- Yassir Benlmiloud (Y.B., 1966-)[65],[66], chroniqueur, Allah superstar (2003), Commissaire Krim (2008)
- Hamid Abdelkader (1967-), journaliste, El Inzilaq (Le Glissement, 1998), Maraya el Khawf (Les Miroirs de la peur, 2005)
- Nina Bouraoui (1967-), La Voyeuse interdite (1991), Garçon manqué (2000), Mes mauvaises pensées (2005, Prix Renaudot), Tous les hommes désirent naturellement savoir (2018)
- Mourad Djebel (1967-), architecte, Les Sens interdits (2001), Les Cinq et Une nuits de Shahrazède (2005)
- Fadhila El Farouk (1967-), poétesse, arabophone, La Honte au féminin (1995), La Découverte du désir (2005),
- Zadig Hamroune (1967-), enseignant, Le Pain de l’exil (2015),
- Fatma Zohra Zamoum (1967-), Comment j’ai fumé tous mes livres, 2006)
- Samuel Zaoui (1967-), enseignant, Saint-Denis bout du monde (2009),
- Mustapha Benfodil (1968-), poète, dramaturge, Bavardages du Seul (2003, Prix du Meilleur roman algérien 2004), Archéologie du chaos (2007)
- Nora Hamdi (1968-), artiste-peintre, Des Poupées et des anges (2004), La Maquisarde (2014)
- Ali Malek (1968-), Les Chemins qui remontent (2003), Une année sans guerre (2009)
- Samir Toumi (1968-), ingénieur, Alger, le cri (2013), L’Effacement (2016)
- Sandrine-Malika Charlemagne (1968-)[67],[68], comédienne, À corps perdus (1994), Mon pays étranger (2012), Sarah et Nour (2019)
- Wahiba Khiari (1969-)[69], enseignante, Nos Silences (2009)
- Bachir Mefti (1969-)[70], journaliste, Cérémonies et funérailles (2000), L’Archipel des mouches (Arkhabil al Dhoubab, 2000), Le témoin des ténèbres (Shahid  al Atmah, 2003), Achbahou al madina al maktoula (Fantômes de la ville assassinée, 2012), Pantin de feu (2015)
- Karim Sarroub (1969-), psychanalyste, À l'ombre de soi (1998), Racaille (2007), Le Complexe de Mohamed (2008)

## 1970
- Fériel Assima (1970 ? -), Une femme à Alger (1995)[71], Rhoulem ou le sexe des anges (1996)[72]
- Abdelkader Bekkar (1970 ?), La Grotte de l’araignée (1990)[73], L’Énigme du gaucher (2005)...
- Mustapha Belhocine (1970 ?)[74], travailleur social, surveillant d’externat, Précaire ! (2016)[75]
- Youcef Tounsi (Youcef Tahari, 1970 ?)[76], ingénieur agronome, dramaturge, La Falaise des sept lumières (2004), Les Chiens rouges (2007)[77], Impasses de la Régence (2011), Face au silence des eaux (2014)[78], Les Cendres froides (2016), Rhapsodie des concertants[79]
- Kamel Daoud (1970-), journaliste, La Fable du nain (2002), La Préface du Nègre (2008, Prix Mohammed Dib), Le Minotaure 504 (2008), Meursault, contre-enquête (2013, Prix Goncourt du premier roman), Zabor ou les psaumes (2017)
- Ryad Girod (1970-), Ravissements (2008), La Fin qui nous attend (2015)[80], Les Yeux de Mansour (2020)[81]
- Amara Lakhous (1970-), journaliste, écrit en italien, Choc des civilisations pour un ascenseur Piazza Vittorio (2007 ?), Divorce à la musulmane à Viale Marconi (2012), Querelle pour un petit cochon italianissime à San Salvario (2014)
- Salim Bachi (1971-), Le Chien d'Ulysse (2001, Prix Goncourt du premier roman), Autoportrait avec Grenade (2005), Les douze contes de minuit (2007), Le Grand Frère (2010), Moi, Khaled Kelkal (2012), Le Dernier été d’un jeune homme (2013), Le Consul (2015), Dieu, Allah, moi et les autres (2017), L’Exil d’Ovide (2018)
- Samira Bellil (1972-), Dans l’enfer des tournantes (2002)
- El-Mahdi Acherchour (1973-)[82],[83], poète, Lui, le Livre (2005)
- Omar Benlaâla (1974-), La Barbe (2015), Inspire (2015), L’Effraction (2016), Tu n’habiteras jamais Paris (2018)
- Rachid Djaïdani (1974-), comédien, scénariste, cinéaste,Boumkoeur (1999), Mon Nerf (2004), Viscéral (2007)
- Adlène Meddi (1975-), journaliste, Le Casse-tête turc (2003), La Prière du Maure (2008), 1994 (2017)
- Mabrouck Rachedi (1976-) (frère d’Habiba Mahany), Poids d’une âme (2006), Le petit Malik (2008), Tous les mots qu'on ne s'est pas dits (2022)
- Habiba Mahany (1977-), sœur de Mabrouck Rachedi), Kiffer sa race (1997), La petite Malika (2010)[84]
- Brahim Metiba (1978-), Ma Mère et moi (2015), Je n'ai pas eu le temps de bavarder avec toi (2015), La Voix de Papageno (2017)
- Rachid Mokhtari (1978 ?)[85], universitaire, Élégie du froid (2012), Imaqar (2007), L’Amante (2009), Mauvais sang (2013), Moi Scribe (2016)
- Xavier Le Clerc (Hamid Aït-Taleb) (1979-)[86], Mazeltof (1999), Requiem pour du pipeau (2000), De Grâce (2007)[87], Les Tuiles andalouses (2009), Cent vingt francs (2021)[88], Un homme sans titre (2022)[89]

## 1980
- Mouss Benia (1980 ?), acteur, Chiens de la casse (2007), Panne de sens (2013)
- Abderrahmane Boufraïne (1980 ?), 38, rue de la République (2009), Après-coup (sd)
- Zahra Boussekine (Zahraẗ Būsikkīn, 1980 ?)[90], Al-zahraẗ wa-al-sikkīn (La Fleur ou le couteau, 2003), Hata la taghib echems (Pour que le soleil ne se couche jamais, sd)
- Sahad Djamaa (1980 ?), Le Chien qui parle (2011), La Barbe (2015)
- Adel Gastel (1980 ?), journaliste télévisuel, Adieu les marchands de foi (2000)
- Djamila Khammar (1980 ?), Le samedi soir de Bab El Oued (nouvelle, sd)
- Sabri Louatah (1983-), scénariste, Les Sauvages (2012-2013), 404 (2020)
- Faïza Guène (1985-), Kiffe Kiffe Demain (2004), Du Rêve pour les oufs (2006), Millenium blues (2018)
- Kaouther Adimi (1986-), L’Envers des autres (Des ballerines de papicha, 2011), Des Pierres dans ma poche (2015), Nos richesses (2017), Les Petits de décembre (2019), Au vent mauvais (2022)
- Alice Zeniter (1986-), traductrice, scénariste, Jusque dans nos bras (2010), Juste avant l’oubli (2015, Renaudot des lycéens), L’Art de perdre (2017, Goncourt des lycéens)...
- Sarah Haider (1987-), Zanadeka (Apostats, 2004), Louaâb el minhara (La Bave de l’encrier, 2006), Chahkat el farass (Le Soupir de la jument, 2007), Virgules en trombe (2013)

## 1990
- Lilia Hassaine (1991-), journaliste, romancière, Soleil amer (2021)

### Filmographie
- (ar + fr) Vivre et écrire en Algérie, film réalisé par Dominique Rabourdin, avec la participation de Mohamed Kacimi, Boualem Sansal, El-Mahdi Acherchour, Mustapha Benfodil (et al.), Centre national de la cinématographie, Paris, 2008, 79 min (DVD)

### Catégories
- Romanciers algériens
- Romancières algériennes
- Nouvellistes algériens
- Romans algériens